# 鬪雞神社
鬪雞神社（とうけいじんじゃ）は、和歌山県田辺市にある神社。史跡（和歌山県指定文化財）の名称としては「鬪雞神社」となっているが、宗教法人の名称としては漢字に「鳥」の入った「鬪鷄神社」である。「闘鶏神社」などとも表記される。旧称は田辺宮、新熊野、新熊野雞合大権現。通称：権現さん。旧社格は県社で、現在は神社本庁の別表神社。

## 歴史

### 創建
允恭天皇8年（419年）9月に勧請したとされるが、創建時の神社の歴史はよくわかっていない。一方、天武天皇の時代の684年に建立されたとする記録も残る。また、田辺湾の神島に神光が上がり、まず仮庵山（社殿南側にある山）に降り立ち、しばらくして龍仙山へ移りさらに天に上っていったという龍神信仰も残っている。以上から龍神信仰を元にした自然崇拝の祭祀の場所が次第に整えられたものとみられる。

### 中近世
『紀伊続風土記』や江戸時代の古文書によると、12世紀前半に熊野別当・湛快のときに熊野三所権現を勧請した。そして熊野別当家によって聖地として整備され「新熊野権現社」と称されるようになった。
社名は『平家物語』の故事（鶏合わせ神事）に由来している。『平家物語』などによれば、治承・寿永の乱（源平合戦）の時、熊野別当・湛増は社地の鶏を紅白2色に分けて闘わせ、白の鶏が勝ったことから源氏に味方することを決め、熊野水軍を率いて壇ノ浦へ出陣したという。この『平家物語』の故事から中世には「鶏合大権現」「鶏合宮」「鬪雞宮」とも称された。
鬪雞神社のある地は西国三十三カ所巡礼の第一番札所の那智山寺（青岸渡寺）から第二番札所の紀三井寺までの中継地で、中世以降は参詣道や巡礼路の要衝となった。
しかし、15世紀末以降に二度の戦乱による焼失（明応年間及び天正年間）で荒廃し、完全な再建まで約150年を要した。慶長5年（1600年）に田辺領主となった浅野左衛門佐は新熊野権現の再興を図った。紀州徳川家の統治後は紀州藩付家老の安藤家の所領となり、元和5年（1619年）に安藤直次が田辺領主となった後は町衆からの深い信仰も集めて神社は再興を果たした。

### 近現代
明治の神仏分離の際に「鬪雞神社」を正式な社名とした。
1871年（明治4年）に郷社（田辺県）、1873年（明治6年）に村社（和歌山県）、1881年（明治14年）2月には県社となっている。
1915年（大正4年）7月19日、朝香宮鳩彦王が御成。
1971年（昭和46年）7月に神社本庁の別表神社に加列されている。
2016年（平成28年）10月23日、第40回世界遺産委員会継続会議において、世界文化遺産「紀伊山地の霊場と参詣道」に追加登録された。
なおプロ野球の独立リーグ、BASEBALL FIRST LEAGUE（現・関西独立リーグ (2代目)）に2017年（平成29年）より加盟した和歌山ファイティングバーズ（現・和歌山ウェイブス）はこの神社が名の由来だった。

## 熊野神社としての重要性
現存する社殿は近世の再建に係る6棟が揃って遺存するもので、仮庵山を背に北面して建ち、東より西へ西殿、本殿、上殿、中殿、下殿、八百萬殿の6棟が横一列に並ぶ。
建立年代は上殿が最も古く明暦4年（万治元年、1658年）に氏子衆によって建てられた。次いで上殿東側に本殿が寛文元年（1661年）に安藤直清によって寄進された。それから数十年後の元文2年（1737年）に本殿東側に西殿が再建された。さらに上殿西側の中殿（中四社）、下殿（下四社）、八百萬殿（満山宮）が延享5年（1748年）に再建されて社殿群6棟が揃った。本殿（證誠殿）と上殿（西御前）の配置は熊野本宮大社と共通しており、本殿の祭神が伊邪那美命である点が異なるが、当社には『那智参詣曼荼羅』が伝わるなど熊野との強い関係性を示している。
本殿と上殿は一間社春日造かつ奥行二間とする、いわゆる熊野造で田辺地方における数少ない17世紀中期以前に遡る貴重な神社建築例である。各棟ともに細部には地域的特色を備え、近世における当地方の神社建築の展開を考えるうえでも貴重な遺構とされる。これらの社殿は国の重要文化財に指定されている。

## 祭神
社殿は6棟あり、それぞれ以下の神を祀る。
- 本殿 - 祭神：伊邪那美命
- 西殿 - 祭神：速玉之男命、事解之男神
- 上殿 - 祭神：伊邪那岐命、天照皇大神、宇賀御魂命
- 中殿 - 祭神：瓊々杵尊命、鵜葺草葺不合命、火々出見尊、天之忍穂耳命
- 下殿 - 祭神：火産霊命、弥都波能売命、稚産霊命、埴山比売命
- 八百萬殿 - 祭神：手力男命、八百万神

## 境内
- 本殿（證誠殿、重要文化財） - 寛文元年（1661年）建。熊野造。
- 西殿（重要文化財） - 元文2年（1737年）建。
- 上殿（重要文化財） - 江戸時代前期建。熊野造。
- 中殿（重要文化財） - 延享5年（1748年）建。
- 下殿（重要文化財） - 延享5年（1748年）建。
- 八百萬殿（重要文化財） - 延享5年（1748年）建。

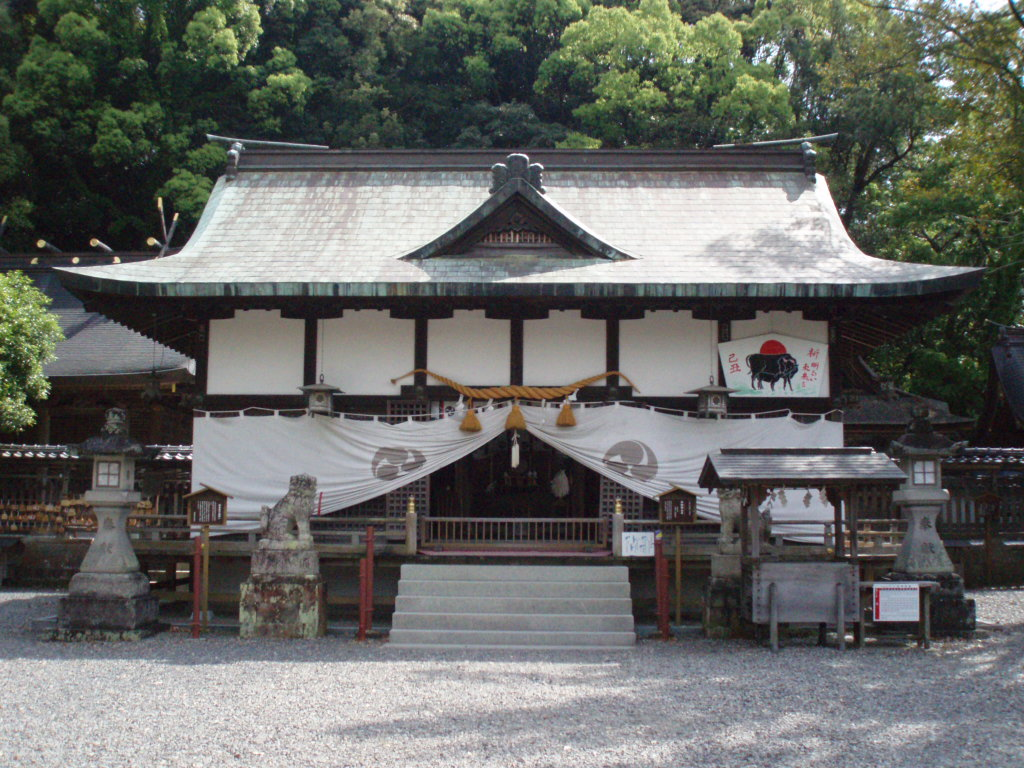
拝殿
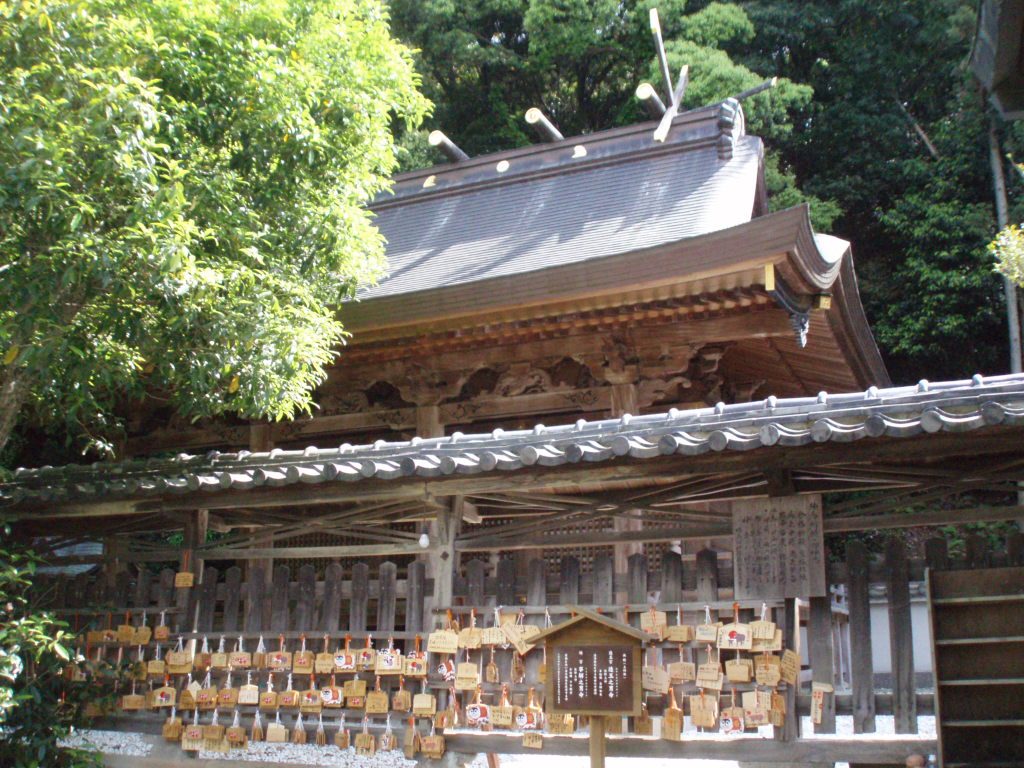
西殿
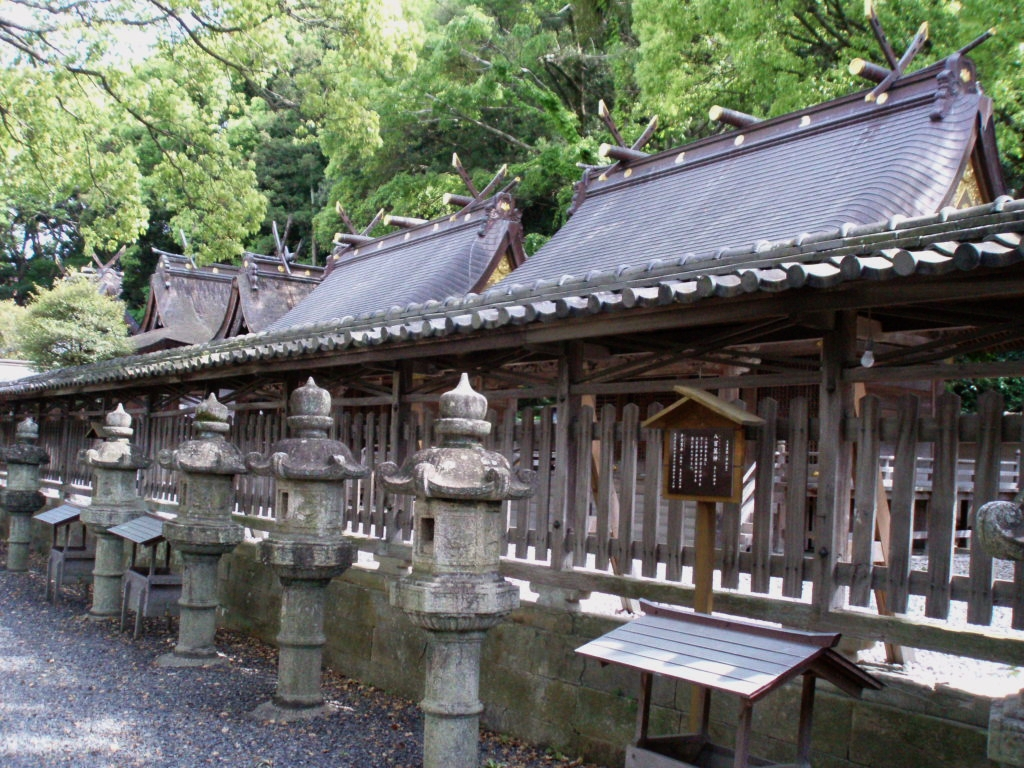
社殿（手前から中殿・上殿・本殿・西殿）
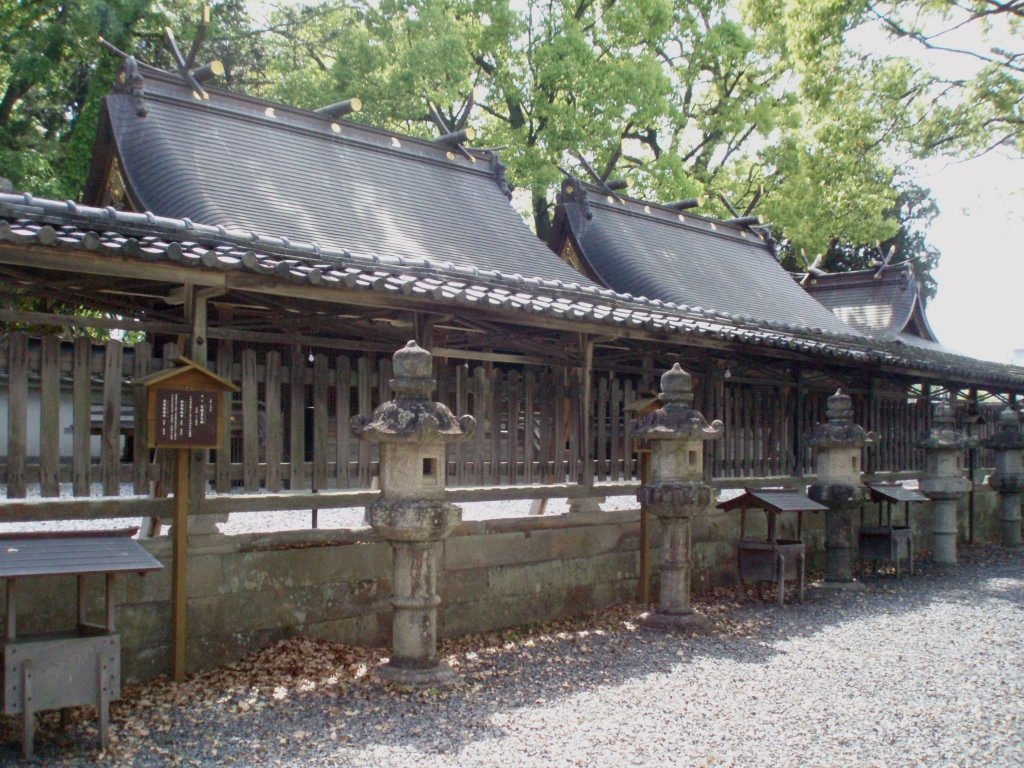
社殿（手前から中殿・下殿・八百萬殿）
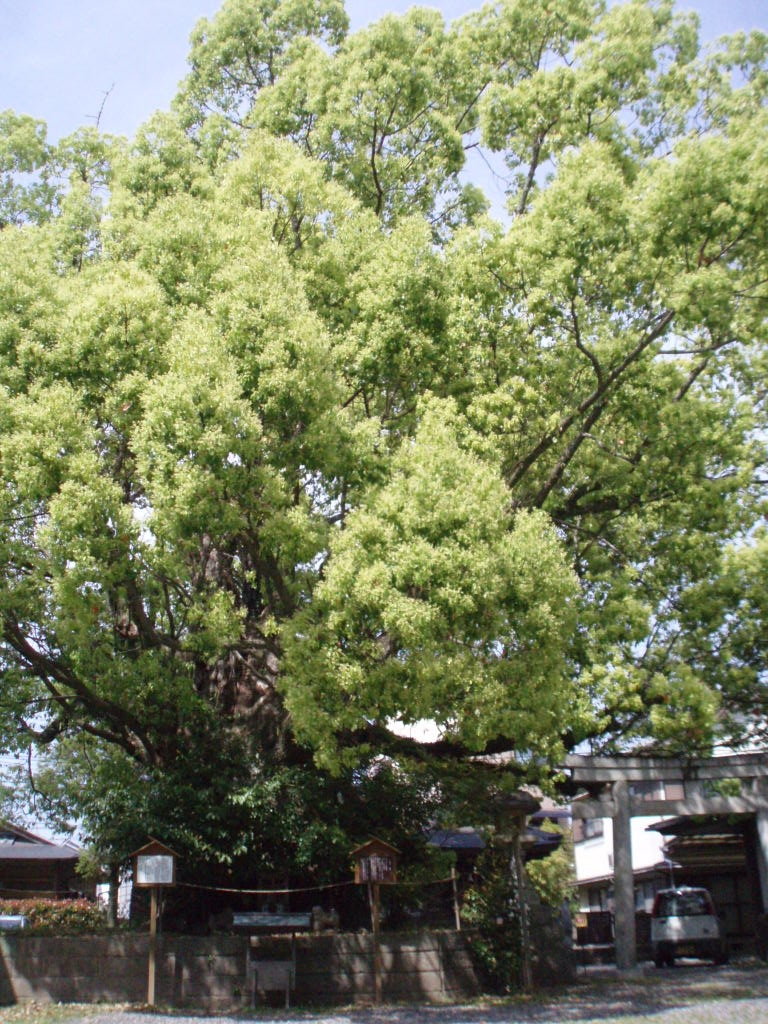
大楠

- 藤厳神社 - 祭神：安藤直次。紀伊田辺藩初代藩主で紀州藩附家老。
- 玉置神社 - 祭神：手置帆負命
- 雞姫弁財天社 - 祭神：市杵島姫命
- 戎大黒神社 - 祭神：恵比寿、大黒天
- 弁慶社 - 祭神：武蔵坊弁慶
- 社務所
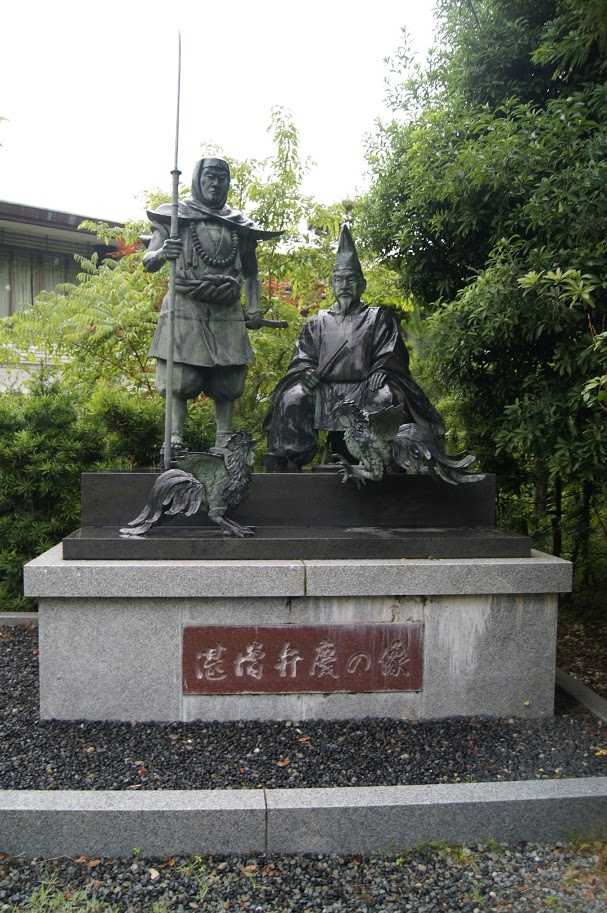
湛増・弁慶の像
- 境外社
  - 稲荷神社
  - 八坂神社
  - 恵比須神社
  - 弁天神社
  - 浦安神社

- 拝殿
- 西殿
- 社殿（手前から中殿・上殿・本殿・西殿）
- 社殿（手前から中殿・下殿・八百萬殿）
- 大楠
- 湛増と弁慶の像

## 文化財

### 重要文化財
- 闘雞神社 6棟（建造物）
内訳は以下。2000年（平成21年）3月17日に「鬪雞神社 6棟」として和歌山県指定の有形文化財に指定されたのち[11]、2017年（平成29年）2月23日に国の重要文化財に指定[12]。
  - 本殿（證誠殿）
  - 西殿
  - 上殿
  - 中殿
  - 下殿
  - 八百萬殿

### 国の史跡
- 史跡「熊野参詣道」の一部（2015年〈平成27年〉10月7日、追加指定）[13]。

### 国の名勝
- 名勝「南方曼荼羅の風景地」の一部（2015年〈平成27年〉10月7日指定）[14]。

### 和歌山県指定有形文化財
- 万代記 1括 - 室町から江戸の記録。和歌山県指定有形文化財（書籍、1963年〈昭和38年〉3月26日指定）[15]。
- 御用留 42冊 - 江戸時代から近代の記録（書籍、1970年〈昭和45年〉5月25日指定）[15]。
- 田辺町大帳 130冊および町大帳早引 8冊 - 桃山～近代の記録（書籍、1970年〈昭和45年〉5月25日指定）[15]。
- 那智参詣曼荼羅 1幅 - 絵画。2010年（平成22年）3月16日指定[15]。

### 和歌山県指定史跡
- 鬪雞神社境内 - 2002年（平成23年）3月15日指定[16]。市街の東部に連なる小丘陵の西端、仮庵山の北麓にあり、社殿はほぼ北向きに鎮座している。社殿背後の仮庵山の中腹から山頂で、平安時代末期から鎌倉時代初頭の経塚が3基発見され、外容器の甕、経筒、合子（ごうす）、刀子（とうす）、小型硯、古銭などの遺物が出土した[17]。また、仮庵山については南方熊楠が「当県で平地にはちょっと見られぬ密林なり」と述べている。熊楠は闘雞神社宮司田村宗造の四女松枝の夫である。

## 行事

### 祭事
- 御田祭
  - 4月15日
- 夏越大祓式
  - 6月30日[18]
- 例大祭（田辺祭）
  - 7月24日（宵宮）
  - 7月25日（本祭）

- 年越大祓式・除夜祭
  - 12月31日[19]

### その他の行事
- 弁慶まつり（弁慶が鬪鷄神社境内の大福院で産まれたという伝説から、祭り1日目は同神社で演劇が行われる）
  - 10月上旬[20]

なお、1986年（昭和61年）10月から地場産品の育成のために鬪雞神社馬場（東陽）で弁慶市（毎月第三日曜日）が開催されていたが、2020年12月から扇ケ浜公園カッパークに会場を移転した。

## 氏子町
- 本町
- 江川町
- 福路町
- 紺屋町
- 片町
- 栄町
- 北新町
- 南新町
- 上屋敷町
- 中屋敷町
- 下屋敷町
- 新屋敷町
- 今福町
- 江川桝潟町（明治〜大正期にかけて江川浜が埋め立てられ、住宅地となった）

## 前後の札所
神仏霊場巡拝の道
4 熊野本宮大社　-　5 鬪雞神社　-　6 道成寺

## 交通
- JRきのくに線紀伊田辺駅